# Grote Synagoge van Florence
De Grote Synagoge van Florence (Italiaans: Sinagoga di Firenze), ook de Grote Israëlitische Tempel (tempio maggiore israelitico) genoemd, is een van de grootste synagogen in Zuid-Centraal-Europa, gelegen in Florence, Italië. Het was een van de belangrijkste synagogen die in Europa werd gebouwd in het tijdperk van de Joodse emancipatie.

## Geschiedenis
In 1848 kreeg de Joodse gemeenschap in het Groothertogdom Toscane de status van vrije burger. Om deze verandering te symboliseren wilde men een nieuwe synagoge bouwen. Het duurde echter enkele decennia voordat het geld bijeen zou zijn gebracht. David Levi, de leider van de gemeenschap, liet bij zijn dood in 1870 een landgoed na waarop de synagoge kon worden gebouwd. Deze Israëlitische tempel werd uiteindelijk gebouwd tussen 1874 en 1882.

## Architectuur
De architecten waren Mariano Falcini, Vincente Micheli en Marco Treves. Hun ontwerp integreerde de Italiaanse architecturale traditie met de Moorse stijl die voor de decoratie werd gebruikt. De Moorse stijl werd geschikt geacht voor een synagoge omdat deze nooit voor kerken werd gebruikt en, in het geval van deze synagoge, werd gebouwd in de Sefardische stijl. Het ontwierp had als doel Joden te herinneren aan de oorsprong van het Sefardische jodendom in het Berbers-Moorse Spanje.
Lagen travertijn en graniet wisselen elkaar af in het metselwerk, waardoor een gestreept effect ontstaat. Oude foto's tonen opvallende rode en beige strepen, maar de felle kleuren van de steen zijn in de loop van de tijd vervaagd, waardoor er een meer gevlekt effect is ontstaan.
De synagoge is vierhoekig. De centrale koepel op pendentieven doet denken aan de Hagia Sophia in Istanboel, die werd gebouwd als kerk in het Byzantijnse Rijk en de architecten van vele moskeeën inspireerde.
De hoektorens zijn bekroond met hoefijzervormige torens, die uienkoepels hebben in de Neomoorse stijl. Drie hoefijzerbogen vormen de hoofdingang, waarboven rijen bifora-ramen oprijzen. Het natuurlijke koperen dak werd geoxideerd tot groen zodat het zou opvallen in de Florentijnse skyline.
Binnen in het gebouw zijn vele diverse Moorse patronen terug te vinden. De interieurmozaïeken en fresco's zijn van Giovanni Panti. Giacomo del Medico ontwierp de grote boog.
Tijdens de Tweede Wereldoorlog bezetten nazi-soldaten de synagoge en gebruikten deze als opslagplaats. In augustus 1944 werkten terugtrekkende Duitse troepen samen met Italiaanse fascisten om explosieven te leggen en zo de synagoge te vernietigen. Italiaanse verzetsstrijders maakten de meeste explosieven echter onschadelijk waardoor de schade beperkt bleef. Na de oorlog is de synagoge volledig gerestaureerd. Ook de overstroming van 1966 bracht schade aan en ook deze werd door restauratie hersteld.